# Antheromorpha harpaga
Antheromorpha harpaga är en mångfotingart som först beskrevs av Carl Graf Attems 1937.  Antheromorpha harpaga ingår i släktet Antheromorpha och familjen orangeridubbelfotingar. Inga underarter finns listade i Catalogue of Life.